# Leptotyphlops dimidiatus
Leptotyphlops dimidiatus är en kräldjursart som beskrevs av  Jan 1861. Leptotyphlops dimidiatus ingår i släktet Leptotyphlops och familjen Leptotyphlopidae. Inga underarter finns listade i Catalogue of Life.